# Lloyd Bridges
Lloyd Bridges (San Leandro, Kalifornia, 1913. január 15. – Los Angeles, 1998. március 10.) amerikai színházi és filmszínész, Jeff Bridges és Beau Bridges színészek édesapja.

## Élete

### Fiatalkora
Lloyd Bridges San Leandroban született, idősebb Lloyd Vernet Bridges (1887–1962), kaliforniai szálloda és filmszínház tulajdonos és Harriet Evelyn (Brown) Bridges (1893–1950) gyermekeként. Szülei Kansasből érkeztek Kaliforniába és angol származásúak voltak. Bridges 1930-ban végezte el Petalumaban a középiskolát majd a  Kaliforniai Egyetemen tanult. 

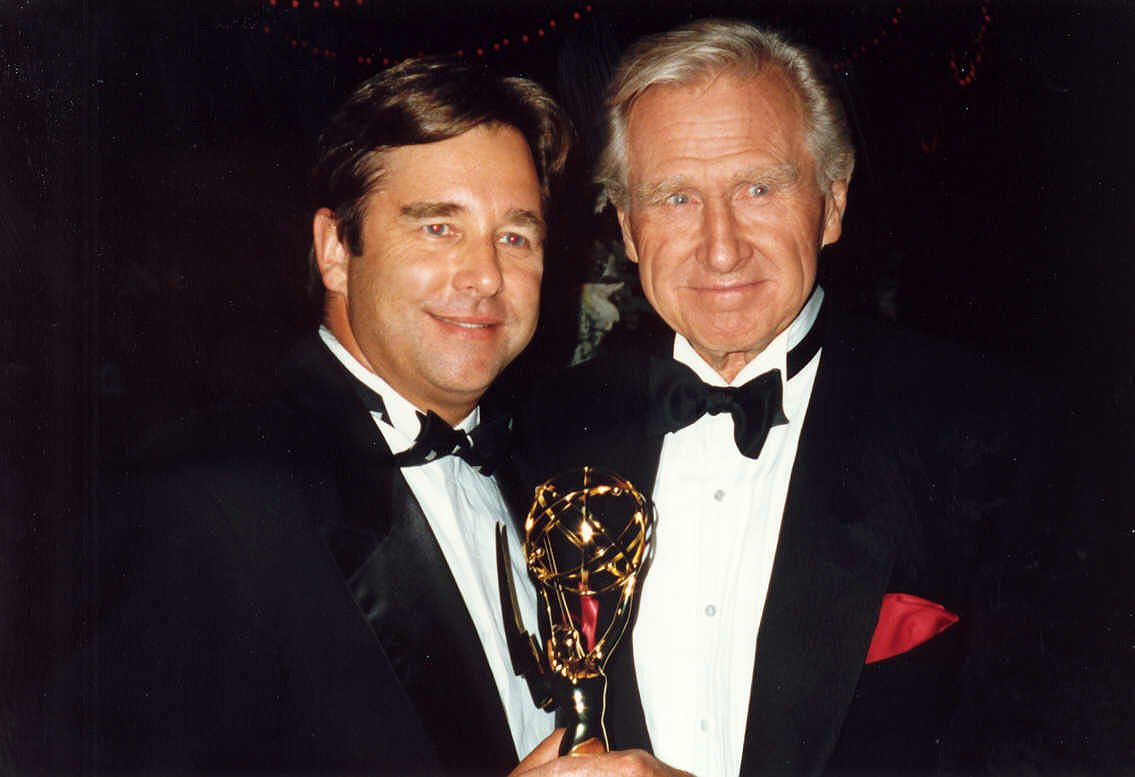
Lloyd Bidges fiával Beauval a 44. Emmy-díj átadáson, 1992. augusztus 30-án

### Pályafutása
Bridgesnek 1936-ban indult filmes karrierje, mozivásznon kisebb szerepekben volt látható, majd 1937-ben debütált a Broadwayn Shakespeare Othello rövid életű produkciójában, amiben Walter Huston és Brian Aherne játszották a főszerepet. 1998-ban bekövetkezett haláláig több mint kétszáz filmben és televíziós produkcióban szerepelt, rövid ideig (1962–1963) The Lloyd Bridges Show címen saját show-műsora volt a CBS csatornán. Karrierjének végső szakaszában inkább a filmvígjátékokban szerepelt Bridges, (Airplane 1-2, Nagy durranás-filmek), az egyik utolsó filmje, a Maffia! is egy paródiafilm. Az 1994-es Időzített bomba című akcióthrillerben fia, Jeff, a főszereplő és Lloyd Bridges a filmben is az édesapját játssza.

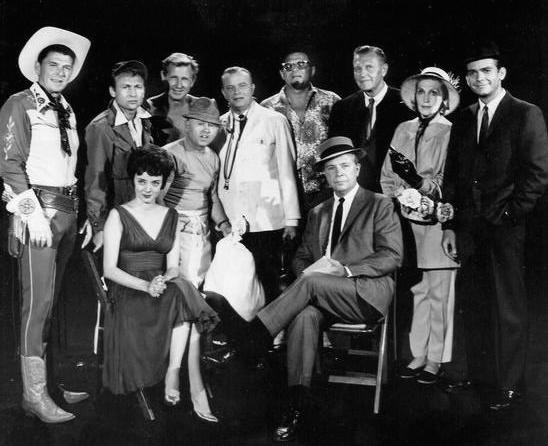
1961-es premierje a The Dick Powell Show-nak, "Ki ölte meg Judy Greert?(Who Killed Julie Greer?)" címmel. Balról jobbra állnak: Ronald Reagan, Nick Adams, Lloyd Bridges, Mickey Rooney, Edgar Bergen, Jack Carson, Ralph Bellamy, Kay Thompson, Dean Jones. balról jobbra ülnek, Carolyn Jones és Dick Powell.

### Magánélete
Feleségével, Dorothy Bridges-szel (születési nevén  Simpson, 1915-2009), 1938-ban házasodtak össze New Yorkban. Négy gyermekük született: Beau Bridges (1941-) és Jeff Bridges (1949-) színészek; egy lány, Lucinda Louise Bridges (1953-); és egy másik fiú, Garrett Myles Bridges, aki 1948. augusztus 3-án halt meg a hirtelen csecsemőhalál szindrómában. Jordan Bridges színész Beau fia és Lloyd unokája. Dorothy és Lloyd több mint 50 éven keresztül voltak házasok.

### Halála
Lloyd Bridges 1998. március 10-én hunyt el  85 éves korában természetes halállal. Utolsó filmjében (Családom a halálom) a stáblistán emlékeznek meg Bridgesről. 

## Válogatott filmográfia

### Film
| Év   | Cím Eredeti cím                                            | Szerep                           | Magyar hang                                                | Rendező                   |
| ---- | ---------------------------------------------------------- | -------------------------------- | ---------------------------------------------------------- | ------------------------- |
| 2000 | Családom a halálom Meeting Daddy                           | Mr. Branson                      |                                                            | Peter Gould               |
| 1998 | Maffia! Jane Austen's Mafia!                               | Vincenzo Cortino                 | Dobránszky Zoltán                                          | Jim Abrahams              |
| 1994 | Időzített bomba Blown Away                                 | Max                              | Velenczey István                                           | Stephen Hopkins           |
| 1993 | Nagy durranás 2. – A második pukk Hot Shots! Part Deux     | Tug Benson elnök                 | Velenczey István                                           | Jim Abrahams              |
| 1992 | Drágám, a kölyök marha nagy lett! Honey, I Blew Up the Kid | Clifford Sterling                | Velenczey István                                           | Randal Kleiser            |
| 1991 | Nagy durranás Hot Shots!                                   | Benson admirális                 | Velenczey István                                           | Jim Abrahams              |
| 1990 | Joe és a vulkán Joe Versus the Volcano                     | Graynamore                       | Horváth Sándor Makay Sándor                                | John Patrick Shanley      |
| 1989 | Téli emberek Winter People                                 | William Wright                   | Velenczey István                                           | Ted Kotcheff              |
| 1989 | Unokatestvérek Cousins                                     | Vince                            |                                                            | Joel Schumacher           |
| 1988 | Tucker, az autóbolond Tucker: The Man and His Dream        | Homer Ferguson szenátor          | Versényi László                                            | Francis Ford Coppola      |
| 1987 | Különös csapat The Wild Pair                               | Heser ezredes                    | Breyer László                                              | Beau Bridges              |
| 1982 | Airplane 2. – A folytatás Airplane II: The Sequel          | Steve McCroskey                  | Szélyes Imre                                               | Ken Finkleman             |
| 1980 | Airplane!                                                  | Steve McCroskey                  | Fülöp Zsigmond                                             | Jim Abrahams David Zucker |
| 1979 | Az ötödik muskétás The Fifth Musketeer                     | Aramis                           |                                                            | Ken Annakin               |
| 1979 | Medvesziget-akció Bear Island                              | Smithy                           | Szokolay Ottó                                              | Don Sharp                 |
| 1973 | A vadlovakat megmentik, ugye? Running Wild                 | Jeff Methune                     |                                                            | Robert McCahon            |
| 1968 | Támadás a Vasparton Attack on the Iron Coast               | Jamie Wilson őrmester            |                                                            | Paul Wendkos              |
| 1956 | Az esőcsináló The Rainmaker                                | Noah Curry                       |                                                            | Joseph Anthony            |
| 1952 | Délidő High Noon                                           | Harvey Pell rendőrbíró-helyettes | Tahi Tóth László (1. szinkron) Mihályi Győző (2. szinkron) | Fred Zinnemann            |
| 1949 | Felkel a Hold Moonrise                                     | Jerry Sykes                      |                                                            | Frank Borzage             |
| 1949 | Csapdában Trapped                                          | Tris Stewart                     |                                                            | Richard Fleischer         |
| 1947 | Legyőzhetetlen Unconquered                                 | Hutchins                         |                                                            | Cecil B. DeMille          |
| 1945 | Séta a napsütésben A Walk in the Sun                       | Ward                             |                                                            | Lewis Milestone           |
| 1943 | Szahara Sahara                                             | Fred Clarkson                    |                                                            | Korda Zoltán              |
| 1942 | A csintalan úriember The Talk of the Town                  | Donald Forrester                 |                                                            | George Stevens            |
| 1941 | Hozzám tartozol You Belong to Me                           | Síelő                            |                                                            | Wesley Ruggles            |

### Televízió
| Év        | Magyar cím                 | Eredeti cím                  | Szerep                        | Megjegyzések                                                |
| --------- | -------------------------- | ---------------------------- | ----------------------------- | ----------------------------------------------------------- |
| 1962–1963 |                            | The Lloyd Bridges Show       | önmaga                        | 29 epizód                                                   |
| 1966      | Mission: Impossible        | Mission Impossible           | Anastas Poltroni / Ted Carson | 1 epizód                                                    |
| 1977      | Gyökerek                   | Roots                        | Evan Brent                    | 2 epizód                                                    |
| 1978      | Csillagközi romboló        | Battlestar Galactica         | Cain parancsnok               | 2 epizód                                                    |
| 1979      | Száguldás a pokolba        | Disaster on the Coastliner   | Al Mitchell                   | - tévéfilm - magyar hangja: - Rajhona Ádám - Barbinek Péter |
| 1981      | Szerelemhajó               | The Love Boat                | William Otis Farnsworth       | 2 epizód                                                    |
| 1981      | Édentől keletre            | East of Eden                 | Samuel Hamilton               | 3 epizód                                                    |
| 1983      | A kölcsön ára              | Loving                       | Johnny Forbes                 | 1 epizód                                                    |
| 1985      | Alice Csodaországban       | Alice in Wonderland          | A fehér király                | tévéfilm                                                    |
| 1986      | Észak és Dél – 2. könyv    | North and South              | Jefferson Davis               | minisorozat (6 epizód)                                      |
| 1991      | Mennyből a Mikulás         | In the Nick of Time          | Santa Claus                   | tévéfilm                                                    |
| 1992      | Devlin, a trükkös zsaru    | Devlin                       | Bill Brennan                  | tévéfilm                                                    |
| 1994      | Hamupipőke a Jégszínházban | Cinderella... Frozen in Time | A mesélő                      | tévéfilm                                                    |
| 1995      | Péter és a farkas          | Peter and the Wolf           | Nagyapa (hangja)              | tévéfilm                                                    |
| 1995      | Semmi sem tart örökké      | Nothing Lasts Forever        | John Cronin                   | - tévéfilm - magyar hangja: - Velenczey István              |
| 1995      | A másik asszony            | The Other Woman              | Jacob                         | tévéfilm                                                    |
| 1995      | Végtelen határok           | The Outer Limits             | Kress                         | 1 epizód                                                    |
| 1997      | Seinfeld                   | Seinfeld                     | Izzy Mandelbaum               | 2 epizód                                                    |

## Fordítás
- Ez a szócikk részben vagy egészben  a   Lloyd Bridges című angol Wikipédia-szócikk fordításán alapul.  Az eredeti cikk szerkesztőit annak laptörténete sorolja fel. Ez a jelzés csupán a megfogalmazás eredetét és a szerzői jogokat jelzi, nem szolgál a cikkben szereplő információk forrásmegjelöléseként.